# ジョン・シュワルツ
ジョン・ヘンリー・シュワルツ（John Henry Schwarz、1941年11月22日 - ）は、アメリカの理論物理学者。弦理論の黎明期において理論の構築に貢献した。特に、1984年にマイケル・グリーンとともにタイプI超弦理論がアノマリーのない無矛盾な理論であることを示したことは、第1次ストリング革命のきっかけとなった。
カリフォルニア工科大学教授。

## 受賞歴
- 1989年 ICTPのディラック・メダル
- 2002年 ハイネマン賞数理物理学部門
- 2003年〜2005年 トムソン・ロイター引用栄誉賞
- 2014年 基礎物理学ブレイクスルー賞